# Taras Petriwski
Taras Stepanowycz Petriwski, ukr. Тарас Степанович Петрівський (ur. 3 lutego 1984 w Stryju, w obwodzie lwowskim) – ukraiński piłkarz, grający na pozycji obrońcy.

## Kariera piłkarska

### Kariera klubowa
Wychowanek Szkoły Kultury Fizycznej we Lwowie. Po jej ukończeniu w 2001 został zaproszony do Karpat. Rozpoczął karierę piłkarską najpierw w drugiej drużynie Karpat, a potem w Hałyczyna-Karpaty Lwów. Od sezonu 2004/2005 w pierwszej jedenastce. 29 sierpnia 2004 debiutował w klubie Karpaty Lwów. Na początku czerwca 2012 otrzymał status wolnego agenta. 13 lipca 2013 podpisał roczny kontrakt z rosyjskim klubem Wołgar-Gazprom Astrachań. W marcu 2014 zasilił skład Nywy Tarnopol.